# Alessandro Mattei (nobile)
Alessandro Mattei (Roma, ... – Pereto, 30 novembre 1580) è stato un criminale e nobile italiano, famoso per essere stato il protagonista della cosiddetta faida dei Mattei.

## Origini e famiglia
Alessandro Mattei nacque a Roma agli inizi del Cinquecento da Giulio, del ramo trasteverino della famiglia Mattei, e da Caterina Maffei. Sposò la cugina Aurelia Mattei, dalla quale ebbe almeno quattro figli.

## Faida dei Mattei

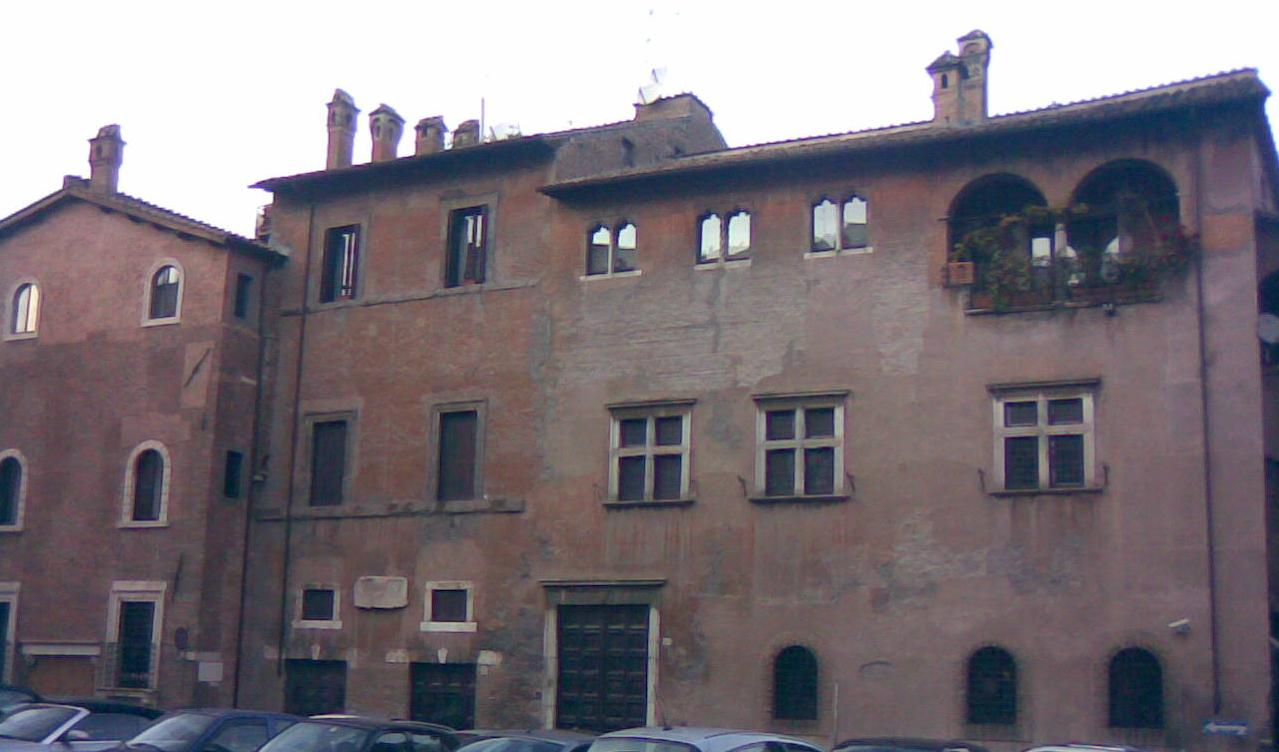
Palazzetto dei Mattei in piazza in Piscinula, presso il quale si svolsero gli eventi della faida

La Trastevere dell'epoca era attraversata da continui e sanguinosi scontri tra famiglie e clan locali per la supremazia sul rione. In questo contesto va inserita la faida tra il ramo trasteverino dei Mattei e la famiglia dei Piermattei degli Albertoni della quale Alessandro si rese protagonista.
In una notte del marzo 1555, vicino alla residenza dei Mattei in piazza in Piscinula, due sgherri di Girolamo Piermattei assassinarono, probabilmente per futili motivi, Marcantonio Mattei, fratello di Alessandro. Quest'ultimo, che pur essendosi accorto dell'assalto contro il fratello non era riuscito a impedirne l'omicidio, inseguì a cavallo uno dei due sicari fino in prossimità di porta San Pancrazio, dove lo uccise trapassandolo con una corsesca. Per questo suo atto di vendetta privata, Alessandro fu bandito da Roma per sei mesi da papa Giulio III.
Quando rientrò finalmente a Roma, nel settembre 1555, venne a sapere che Curzio, suo fratello maggiore, aveva concordato una pace con la famiglia rivale, che sarebbe stata suggellata con il matrimonio tra Girolamo Piermattei e Olimpia Mattei, figlia di Curzio. Olimpia sarebbe andata in moglie senza dote come compensazione per la morte di Marcantonio. Alessandro, ritenendo questa unione un insulto alla memoria del fratello assassinato, cercò più volte di dissuadere Curzio, ma senza riuscirci.
Decise di organizzare perciò una propria vendetta personale, forse anche con la complicità di Aurelio, altro suo fratello maggiore. La sera del matrimonio, durante il banchetto nuziale, che si tenne proprio nella dimora dei Mattei, Alessandro, suo figlio Girolamo e altri due complici salirono senza farsi notare al piano superiore e raggiunsero la stanza nella quale Girolamo Piermattei stava attendendo la sposa, uccidendolo a colpi di archibugio. Gli spari generarono il panico tra gli ospiti della casa e nella confusione generale che ne seguì uno dei complici di Alessandro pugnalò per errore Curzio, uccidendolo. Anche Olimpia e suo fratello Antonio rimasero feriti nel caos.
I quattro congiurati riuscirono ad allontanarsi dal luogo per incontrarsi sul vicino ponte Fabricio dove si erano dati appuntamento. Quando però uno dei due complici rivelò di aver accidentalmente ucciso Curzio, Alessandro, accecato dalla rabbia, lo ammazzò a coltellate e lo gettò nel Tevere per poi fuggire da Roma nella notte.
La faida si concluse così con un totale di cinque morti e due feriti. Le autorità capitoline emisero immediatamente un mandato d'arresto nei confronti di Alessandro e misero una taglia sulla sua testa. Aurelio fu arrestato e interrogato per giorni, ma venne in seguito rilasciato poiché continuava a negare il suo coinvolgimento nella vicenda.

## Ultimi anni
Alessandro aveva intanto trovato rifugio presso il santuario della Madonna dei Bisognosi, vicino a Pereto, nell'appennino abruzzese, dove rimase fino alla fine dei suoi giorni. Morì il 30 novembre 1580 e fu seppellito presso il santuario stesso, dove suo figlio Paluzzo fece apporre una lapide commemorativa, oggi andata perduta.